# Hassan ibn Màlik
Hassan ibn Màlik (àrab: حسن بن مالك, Ḥassān ibn Mālik) fou un governador omeia del clan Banu Hàritha ibn Janab dels kalbites.
Era cosí de Yazid I (el pare de Hassan era germà de Maysun, esposa de Muàwiya I i mare de Yazid) i net de Bàhdal ibn Unayf, cap de la tribu dels Banu Kalb o kalbites. Va lluitar a Siffin (657) per Muàwiya i va rebre d'aquest el govern de Palestina i Jordània. Acompanyà a Yazid a Damasc per prendre possessió del poder (680) i va ser confirmat en els seus governs. Yazid va esdevenir a més a més el seu cunyat.
A la mort (684) de Muàwiya II, el successor de Yazid I, Hassan va donar suport a les pretensions dels seus germans Khalid i Abd-Al·lah. Llavors la Palestina havia estat confiada a al xeic dels Judham, Rawh ibn Zinba i Hassan conservava personalment el govern d'al-Úrdun (Jordània). Rawh fouy expulsat per un rival que no obstant secretament va donar suport a Hassan, que comptava també ambs els governadors d'Homs i Kinnasrin i amb notables com al-Dahhak ibn Kays al-Fihri.
Quan Marwan ibn al-Hàkam ja estava de camí cap a la Meca per fer homenatge a Abd-Al·lah ibn az-Zubayr, fou convençut per Ubayd-Al·lah ibn Ziyad de retirar-se a Palmira on va presentar la seva candidatura al califat i així es van formar tres partits: el partit omeia de Hassan, el d'Ibn az-Zubayr i el neutral; Marwan no confiava gaire en les seves possibilitats. Hassan va fer llavors un discurs a Damasc contra Ibn al-Zubayr i van esclatar els disturbis coneguts com a Dia de Djayrun. Es va decidir convocar una conferència a Djabiya per arribar a un acord, de la qual Hassan va tenir la presidència però no va poder imposar al seu candidat i després de 40 dies de discussió Marwan fou proclamat califa.
Hassan va aconseguir la successió pel jove Khalid després de Marwan i privilegis per a la seva tribu, i per la seva família les mateixes prerrogatives que abans, però progressivament la seva influència es va esvair. Abans de morir Marwan el va obligar a reconèixer com a successor a Abd-al-Màlik ibn Marwan. Quan es va revoltar Amr al-Àixdak va donar suport a Abd-al-Màlik ibn Marwan i va estar present al moment de la mort del rebel. Ja no torna a ser esmentat.
Va morir vers el 688/689.